# Přísaha Horatiů
Přísaha Horácijů (francouzsky Le Serment des Horaces) je klasicistní obraz francouzského malíře Jacquese-Louise Davida, namalovaný roku 1784, který zachycuje starověkou legendární událost z dob války (kolem pol. 7. století př. n. l.) mezi městskými státy Římem a Albou Longou, kdy se tři bratři z římské rodiny Horatiů rozhodli ukončit válku tím, že se utkají se třemi bratry z albanské rodiny Curiatiů.
Dílo bylo sice vytvořeno v době před Velkou francouzskou revolucí, ale v jejím průběhu se stalo symbolem, který má ukázat Francouzům význam boje za vlast a jako takový byl tento obraz vydáván za vzor ctností každého francouzského vlastence.

## Popis
Obraz byl namalován technikou oleje na plátně, která byla pro J.-L. Davida typická. Má rozměry 326 cm × 420 cm a je příkladem pestré barevné kompozice, která svého autora proslavila.
Na obraze tři bratři Horatiové, kteří touží se proslavit bojem za Řím, zdraví římským pozdravem svého otce, který drží v ruce jejich tři meče. Samotný symbol římského pozdravu, který připomíná salutování či hajlování, je mnohými považován za důkaz toho, že pozdrav podobný modernímu hajlování, má antický původ. Pravici ale zdvíhá na obraze pouze nejbližší bratr, dva zbylí zdvíhají levici.